# دوريس مادر
دوريس مادر (بالألمانية: Doris Mader) هي لاعبة كرة الطاولة لرياضة المعاقين من النمسا، ومنذ عام 2003 تلعب مادر لصالح نادي فايسر هوف وهو نادي في ولاية نمسا السفلى . وُلدت دوريس في الثالث من فبراير ( شُباط ) لعام 1976 في فينا

## الحياة المهنية

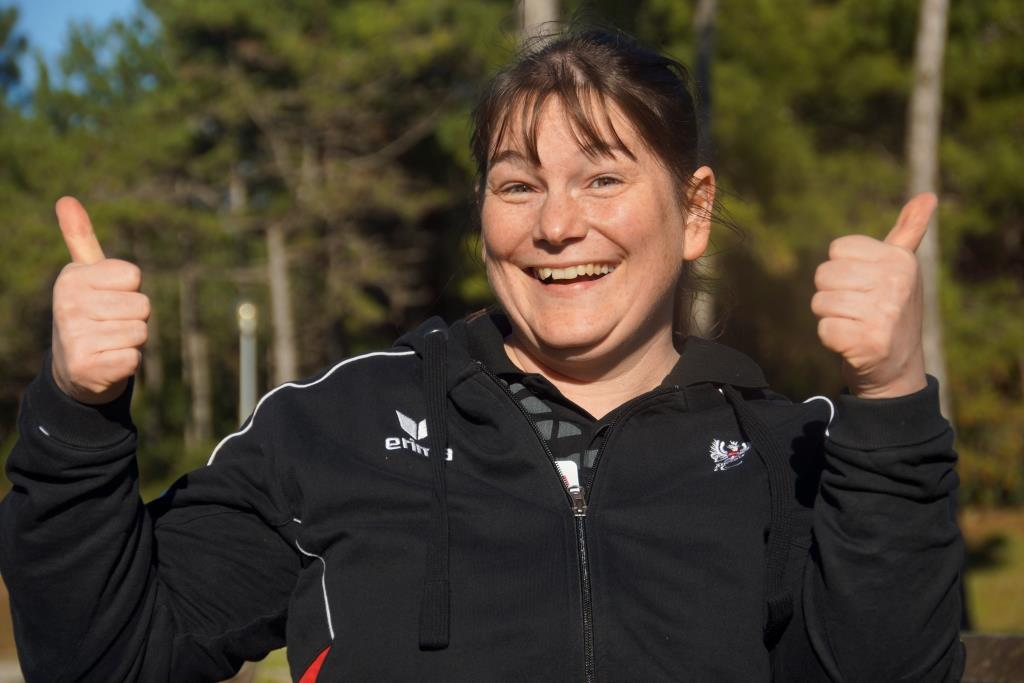
مادر في عام 2013

بدأت مادر لعب تنس الطاولة مبكرًا في سن الطفولة حيث في المقام الأول قام والدها جيرارد مادر بتدريبها . كانت بدايات مادر مع نادي تي تي سي مايندل (TTC Meindl ) و الذي تمت تسميته فيما بعد بتي تي سي شبا (später TTC Spar) كما أن مادر أصبحت عضوًا شرفًا في هذا النادي منذ عام 2005 .
منذ استئصالها لورم الحبل الشوكي في شهر نوفمبر (تشرين الثاني) لعام 2002 عانت مادر من شلل سفلي غير كلي من سادس فقرة صدرية لأسفل العمود الفقري. و خلال فترة تأهيلها الأولى في مركز التأهيل فايسر هوف تعرفت على اندريس فيفارا والذي أصبح فيما بعد بطل الألعاب البارالمبية في بكين، وفي عام 2003 بدأ معًا برنامجًا مكثفًا للتدريب . بدأت مادر في شهر يونيه (حزيران) لعام 2004 أول بطولة ولاية نمساوية لها لتنس الطاولة للمعاقين للفئة الثالثة و حققت خلال ثلاث مباريات ميداليًة ذهبيًة و ميداليتين فضيتين أيضًا .
و كان شهر مارس (آذار) لعام 2005 تحديًا لمادر حيث أول مباراة تنس دولية للتصنيف العالمي لها في بودابست و قد عادت إلى النمسا محرزًة ميدالية ذهبية و أخرى فضية حيث احتفلت بنجاحها الكبير الأول في العام ذاته ففي بطولة أوروبا التي أٌقيمت في مدينة جيسولو الإيطالية في شهر يونيو (حزيران) لعام 2005 حيث حققت المركز الثاني لبطولة أوروبا ، أما عن نجاحها الأكبر كان في الألعاب البارالمبية الصيفية 2012 التي أُقيمت في لندن حيث حصدت ميدالية فضية للعب الفردي .

## إنجازاتها الكبرى
- بطولة أوروبا لعام 2015 في مدينة فايله الدنماركية: حصدت المركز الثالث للمواجهة الفردية.
- بطولة العالم لعام 2014 في مدينة بكين الصينية : حصدت المركز الثالث لمواجهة الفريق .
- بطولة أوروبا لعام 2013 في مدينة ليليانو الإيطالية : حصدت المركز الثالث للمواجهة الفردية.
- الألعاب البارالمبية الصيفية 2012 في لندن : حصدت المركز الثاني للمواجهة الفردية.
- بطولة أمريكا المفتوحة للتنس لعام 2007 في شيكاغو: حصدت المركز الأول للمواجهة الفردية و حصدت المركز الأول لمواجهة الفرق .
- بطولة أوروبا لعام 2005 في مدينة ليليانو الإيطالية : حصدت المركز الثاني للمواجهة الفردية .
- حصدت أكثر من 40 ميدالية في مباريات تنس طاولة دولية .
- حصدت لقب بطل النمسا لأكثر من 35 مرة .
- تشغل المركز الخامس لترتيب التصنيف العالمي . (حاليًا)

## الجوائز و الألقاب

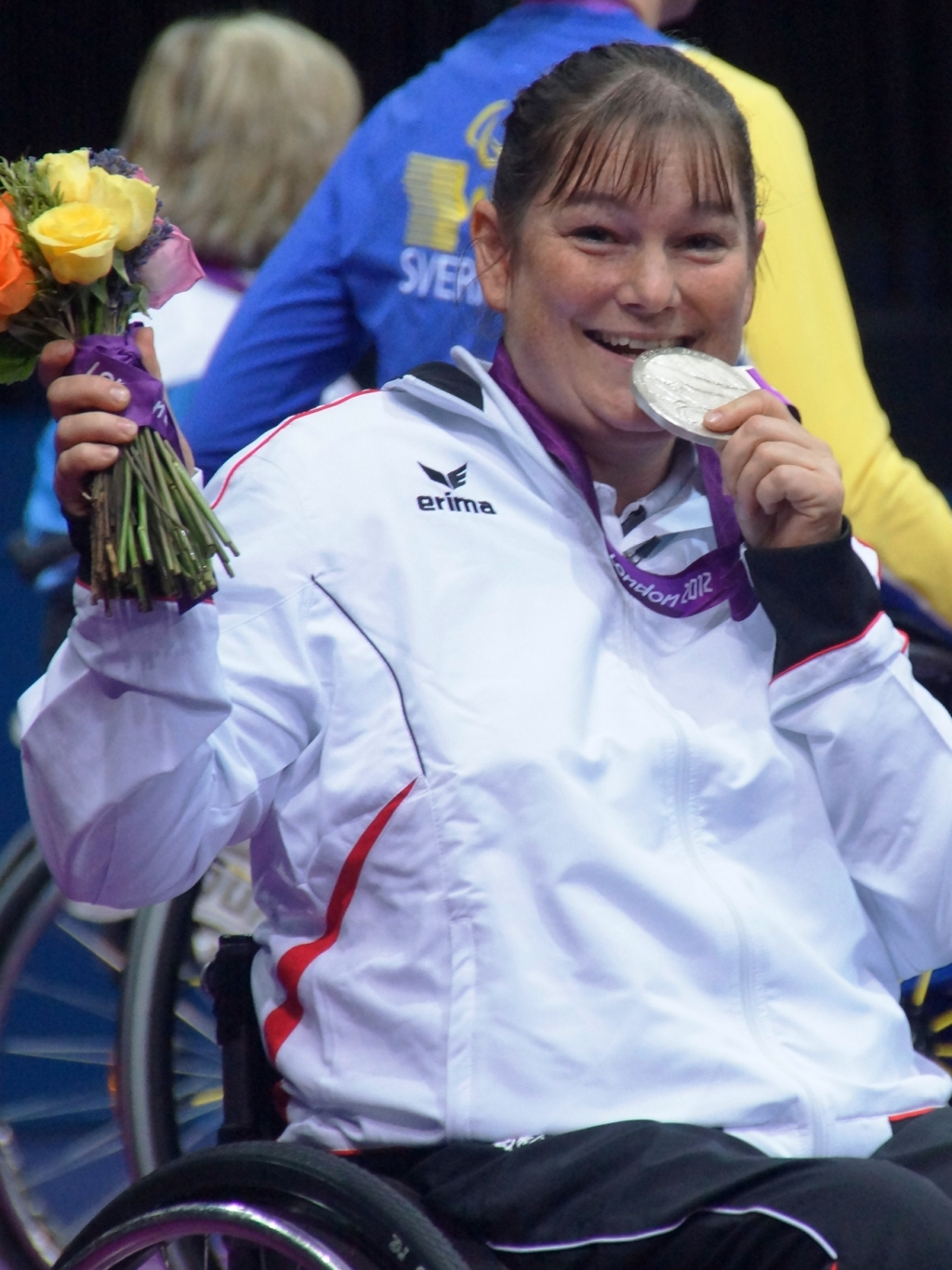
مادر في الألعاب البارالمبية في لندن 2012

- 2006: شارة ذهبية لاتحاد تنس الطاولة لولاية نمسا السفلى.
- 2008: النيشان الذهبي الرياضي لولاية نمسا السفلى .
- 2010: لقب رياضية العام في تصويت لجريدة نون كوستين برج (NÖN Klosterneuburg) .
- 2012: نيشان الفضي لجمهورية النمسا.
- 2012: لقب رياضية العام لرياضة المعاقين لولاية نمسا السفلى .
- 2012: وسام ذهبي من اتحاد تنس الطاولة النمساوي .
- 2013: لقب رياضية العام في تصويت لجريدة نون جنسندورف (NÖN Gänserndorf).
- 2015: لقب رياضية العام في تصويت لجريدة بيتسسبلاتر جنسندورف (Bezirksblätter Gänserndorf )

## وصلات خارجية
- Profil von Doris Mader auf bsv-tischtennis.at (صفحة دوريس على موقع نادي فايسر هوف)
- Alle Erfolge auf bsv-tischtennis.at (جميع إنجازتها على موقع نادي فبيسر هوف)
- Projekt RIO – Profil Doris Mader
- IPTTC-Profil
- Historische Weltranglistenplatzierungen
- Kronen Zeitung -Artikel Paralympics 2012 auf bsv-tischtennis.at (مقالة عن الألعاب البارالمبية الصيفية 2012 في لندن)
- Kurier-Artikel Paralympics 2012 (مقالة عن الألعاب البارالمبية الصيفية 2012 في لندن)
- derStandard-Artikel Paralympics 2012 (مقالة عن الألعاب البارالمبية الصيفية 2012 في لندن)